# Pearson Italia
Pearson Italia, conosciuta anche come Pearson Paravia Bruno Mondadori, è una casa editrice italiana appartenente al gruppo finlandese Sanoma, impegnata nel campo dell'editoria scolastica.

## Storia
La società è nata nel 2007 con nome PBM Editori dall'unione delle case editrici Paravia di Torino e Bruno Mondadori (il nome della nuova società deriva dalle iniziali delle case editrici).
La storia delle due case editrici, però, è più antica. Nel 1802 Giovanni Battista Paravia fonda la casa editrice che porta il suo cognome, rivolta prevalentemente al mercato scolastico. Nel giro di pochi anni prevarica tra la concorrenza, divenendo così uno dei leader del mercato.
La nascita della Bruno Mondadori Editore risale al dopoguerra quando il giovane Bruno, fratello di Arnoldo, decide di dar vita a un gruppo editoriale che pubblicasse testi rivolti alle scuole secondarie (Edizioni scolastiche) e all'università. Oggi la Bruno Mondadori ha un catalogo trasversale: dai testi di storia a quelli di matematica.
Nel 2007 la società è stata acquisita da Pearson Education PLC, un gruppo editoriale e mediatico con sede a Londra, il quale le ha poi assegnato il controllo del ramo aziendale Pearson Education, a sua volta proprietario di Pearson Longman, marchio del 1724 noto per i suoi testi rivolti all'apprendimento della lingua inglese. In seguito l'azienda fu rinominata col nome 'PBM (Paravia, Bruno Mondadori)' che sarebbe l'unione del vecchio nome con quello del gruppo. Successivamente, dal 2011, la società ha acquisito il nome Pearson Italia, operando con il marchio con il quale la multinazionale dell'istruzione è nota negli altri paesi del mondo.
Nel 2022 Pearson ha venduto il ramo dell'editoria scolastica di Pearson Italia al gruppo finlandese Sanoma.

## Marchi dell'azienda
Arrivando a oggi l'azienda ha acquisito diverse case editrici e attualmente è proprietaria dei seguenti marchi:
- Paravia
- Bruno Mondadori, compresa la divisione Edizioni Scolastiche
- Pearson Education
- Pearson Longman, pubblica testi di lingua inglese
- Archimede Edizioni, pubblica testi umanistici
- Lang Edizioni, casa editrice della famiglia Pearson che pubblica testi per lo studio delle lingue straniere.
- Elmedi, pubblica testi per la scuola primaria.
- Linx Edizioni, pubblica famosi testi di chimica, biologia e scienze della terra.
- Paramond, nota per le sue pubblicazioni in campo giuridico e informatico
- Lang- Longman, casa editrice del gruppo frutto della collaborazione tra i due marchi. Pubblica testi di lingua inglese.
- I pinguini, pubblica testi per le scuole elementari.